# Martin Charnin
Martin Charnin (24 de novembro de 1934 – 6 de julho de 2019) foi um letrista, escritor e diretor de teatro estadunidense. Seu trabalho mais conhecido foi o musical Annie.